# Tadasu no mori
Le Tadasu no mori (糺の森), littéralement « forêt de correction », est un bois sacré associé à un important complexe sanctuaire shinto appelé Kamo-jinja en japonais, situé près des berges de la Kamo-gawa juste au nord de l'endroit où la Takano-gawa rejoint la Kamo-gawa au nord-est de Kyoto au Japon. En japonais, le terme « Kamo-jinja » est une référence générale au Shimogamo-jinja et au Kamigamo-jinja, les sanctuaires Kamo traditionnellement liés de Kyoto. Le Kamo-jinja sert à protéger Kyoto des mauvaises influences.
La superficie de la forêt d'aujourd'hui couvre environ 12,4 ha, qui sont conservés comme site historique national (国の史跡). C'est aujourd'hui le dernier vestige d'une forêt primaire réputée n'avoir jamais brûlé. La forêt a, en effet, subi des dégâts au cours des siècles lorsque tout Kyoto a été brûlé au cours des révoltes et des guerres successives mais la croissance de la forêt a toujours repris. La forêt est laissée dans son état naturel pour se développer. Elle n'est ni plantée ni élaguée.
Dans l'Antiquité, la forêt comprenait approximativement 4 950 000 m2 de forêt vierge. En raison des guerres de la période médiévale et d'un édit suprême de la quatrième année de l'ère Meiji, elle a été réduite à sa superficie actuelle d'environ 124 000 m2.

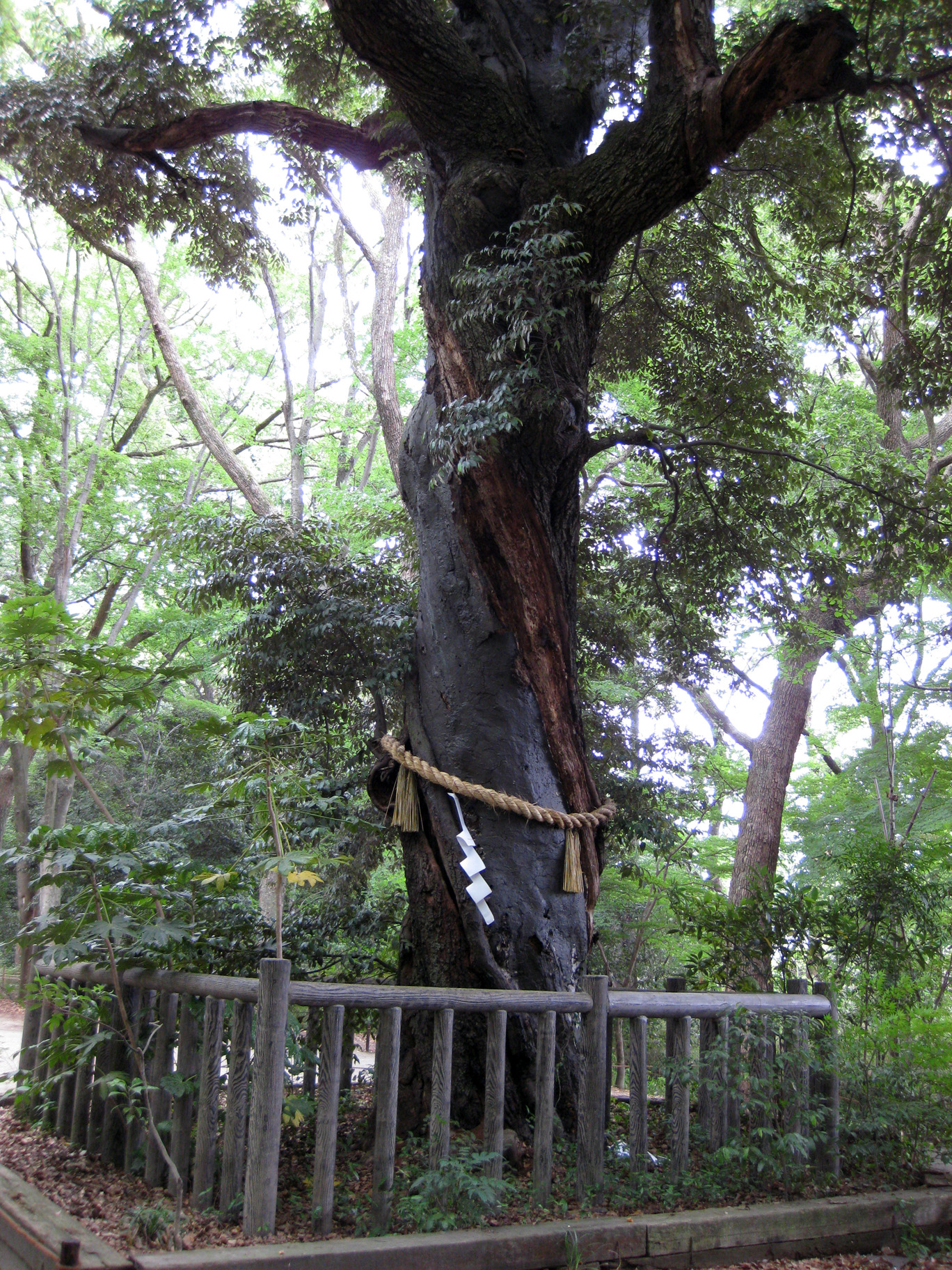
Un arbre parmi les autres dans la forêt.

## Site du patrimoine mondial
La zone boisée du nom de Tadasu no mori se trouve aujourd'hui sur les terrains du Shimogamo-jinja, l'un des dix-sept sites historiques dans et autour de Kyoto désignés monuments historiques de l'ancienne Kyoto en 1994 par l'UNESCO.